# Lorenzo Carranco
Lorenzo José Carranco (Cholula, Nueva España, 1695 -Misión de Santiago de los Coras de Aiñiní, Nueva España, 1 de octubre de 1734) fue un misionero jesuita asesinado en la Rebelión de los Pericúes. Estudió en Puebla e hizo su noviciado en Tepotzotlán. Fue enviado a la Baja California en 1727 para suceder al Padre Nápoles en la Misión de Santiago de los Coras, donde sería asesinado por los pericúes siendo atado, arrastrado y mediante flechazos, de forma similar a Nicolás Tamaral.

### Biografía
Fue a finales del siglo XVII, en un contexto de ferviente fe religiosa donde, en la hacienda de San Antonio Tlacualquilo, ubicada en el pueblo de San Francisco Cuapan   —localidad hoy día perteneciente al municipio de San Pedro Cholula— donde en 1659 nació Lorenzo Carranco Barrientos, quien recibiría una delicada formación religiosa bajo la doctrina jesuita formándose en los Reales colegios de Puebla, más específicamente en los colegios de San Jerónimo y San Ignacio, pasada su etapa de formación inicial, inició su noviciado en el antiguo Colegio de San Francisco Javier, ubicado en la población de Tepotzótlan, en el actual Estado de México.
Hoy día el uso de los importantes recintos en los cuales se formó el Padre Lorenzo Carranco, tienen una vocación diferente a la que antaño cumplieron con su labor evangelizadora y educativa, puesto que los otrora colegios de San Jerónimo y San Ignacio sufrieron varios cambios, desde su fusión que dio paso al Colegio del Espíritu Santo, actualmente Benemérita Universidad Autónoma de Puebla; respecto a los inmuebles que estos colegios ocuparon, el consagrado a San Jerónimo pertenece a la universidad antes citada, por otro lado el colegio de San Ignacio es ocupado por oficinas estatales de administración pública, finalmente en lo concerniente al Colegio de Tepotzótlan, en la actualidad sus muros resguardan el Museo Nacional del Virreinato, adscrito al INAH.

### Misiones
Una vez concluida su formación religiosa, el Padre Lorenzo Carranco se dedicó a la labor evangelizadora en las lejanas tierras del norte novohispano, donde realizó sus labores en la región de Los Cabos, en la inhóspita California, sitio en que los jesuitas realizaban amplios esfuerzos en la expansión del catolicismo a través de las —misiones— asentamientos religiosos que buscaban cristianizar a los pueblos nativos de sus zonas de influencia. Allí en 1725, se instaló en la Visita de Todos Santos, la cual dependía de la Misión de Nuestra Señora del Pilar de la Paz, a cargo del Padre Javier Bravo. Tras dos años de servicio fue trasladado en 1727 como remplazo del Padre Ignacio María Napoli a la Misión de Santiago de los Coras Aiñiní.
Los años de servicio del Padre Lorenzo Carranco, fueron marcados por sus arduos esfuerzos evangelizadores, donde buscó integrar a los pericúes, pueblo oriundo de la región, a la vida y valores cristianos, tan titánica tarea no se vio falta de desafíos, pues las condiciones ambientales y socioculturales de la península bajacaliforniana resultaron ser bastante retadoras, a pesar de ello la faena comenzaba a rendir sus primeros frutos con una paulatina integración religiosa, cultural y económica de los indígenas coras, como también eran conocidos. 
Fueron cerca de siete años que duró la dirección del Padre Lorenzo Carranco en la misión de Santiago de los Coras, cuando dicho periodo se vio violentamente interrumpido por la rebelión de los pericúes, en 1734 y que vio la luz en dicha misión, y que se extendió hasta las misiones vecinas de San José del Cabo Añuití, Nuestra Señora de la Paz de Airapí y Santa Rosa de las Palmas (otrora visita de Todos Santos), y la cual se extendió durante tres años más, acabando con la vida de varias personas, entre ellos, Javier Nicolás Tamaral y el propio Lorenzo Carranco.
Entre las diversas causas que abonaron al estallido de la rebelión podemos apuntar a los constantes abusos llevados a cabo por los conquistadores contra los indígenas de la región, así como la resistencia a adoptar ciertas costumbres cristianas y la fragilidad de las condiciones materiales de muchas de las misiones instaladas a lo largo de la península; pero un hecho que detonó el levantamiento fue la afrenta protagonizada entre Carranco y el cacique indio de la zona conocido popularmente como Botón, quien a juicio del sacerdote no abrazaba la moral católica con el celo requerido, y tras la persecución política por parte del jesuita dicho cacique fue removido de su cargo, sembrando así la semilla de la insurrección.

### Muerte
Los ataques de los rebeldes de Aiñiní y Yeneka a las misiones comenzaron con el asalto a la misión de Santa Rosa de las Palmas seguida de la de Nuestra Señora de la Paz de Airapí, algunos días después el  se dio el asedio a la misión de Santiago de los Coras donde se encontraba el Padre Lorenzo Carranco, y fue allí donde un 1 de octubre de 1734 fue asesinado por los nativos sublevados, durante el acto fue flechado hasta morir y posteriormente su cuerpo y los de otras víctimas  fueron arrastrados hasta una hoguera donde sus cuerpos y otros artefactos religiosos fueron consumidos por las llamas.
La rebelión de los pericúes se mantuvo hasta 1737, con varias muertes más, tanto de misioneros, civiles conversos así como soldados, y supuso un  problema recurrente  para las autoridades virreinales, puesto que el conflicto para la colonización de los territorios del norte fue una constante debido a la lejanía de la región y lo inhóspito de sus características dificultaron su control, problema que continuó aun bien entrado el siglo XIX con México ya como un país independiente.
Tiempo después, llegada la noticia del martirio del sacerdote a tierras cholultecas, los familiares de Lorenzo Carranco en memoria de su labor misionera mandaron a hacer a manera de retrato una pintura que plasmara el suceso, y que fue eventualmente expuesta —según se sabe— en la capilla bautismal de la Parroquia de San Pedro Apóstol en Cholula un 29 de junio de 1806, templo en el que aun se resguarda la pintura. 
Se cree que réplicas del retrato de Lorenzo Carranco fueron exhibidas de igual modo en los sitios donde realizó su formación jesuita, sin embargo debido a la expulsión de los jesuitas de la Nueva España, estas mismas pasaron al olvido, desconociendo al día de hoy la ubicación de las mismas, existiendo dentro de la colección del Museo Regional de Cholula una réplica de origen desconocido.
Fundada en 1721 en la tierra originalmente denominada como Aiñiní, por el pueblo pericú —hoy día Ensenada de las Palmas— del sitio original de fundación de la misión de Santiago de los Coras, quedan solo historias, puesto que su sede fue reubicada en dos ocasiones en sitios cercanos al original, ubicada a unos 40km al norte de San José del Cabo en el hoy estado de Baja California Sur.
Hoy día el poblado de Santiago, pertenece al municipio de Los Cabos y conserva aun en pie la edificación de la Misión de Santiago de los Coras Aiñiní, sitio de una importancia histórica invaluable para la región y que es pieza medular del patrimonio de la península de Baja California.
Han sido diversos los esfuerzos realizados para el reconocimiento del Padre Lorenzo Carranco, como la edición del libro De Cholula a Santiago, un legado de Amor y Sacrificio por Cristo en marzo de 2024 dedicado a rastrear la vida y obra del sacerdote; pasando por la firma de convenios de colaboración entre los municipios de Los Cabos y San Pedro Cholula, así como proyectos en marcha para su reconocimiento a través de esculturas y murales, y finalmente a través de la Iglesia católica se ha hecho la constante búsqueda de la beatificación de este mártir, quien su firme convicción lo llevó a dar la vida por sus creencias y valores.